# Talairan
Talairan – miejscowość i gmina we Francji, w regionie Oksytania, w departamencie Aude.
Według danych na rok 1990 gminę zamieszkiwało 369 osób, a gęstość zaludnienia wynosiła 10 osób/km² (wśród 1545 gmin Langwedocji-Roussillon Talairan plasuje się na 583. miejscu pod względem liczby ludności, natomiast pod względem powierzchni na miejscu 120.).

## Zabytki
Zabytki w miejscowości posiadające status monument historique:
- kaplica Notre-Dame-de-l'Aire (chapelle Notre-Dame-de-l'Aire)